# Eremaea ectadioclada
Eremaea ectadioclada är en myrtenväxtart som beskrevs av Hnatiuk. Eremaea ectadioclada ingår i släktet Eremaea och familjen myrtenväxter. Inga underarter finns listade i Catalogue of Life.